# True Crime (film fra 1999)
True Crime er en amerikansk dramamysteriefilm fra 1999, der er instrueret af Clint Eastwood. Den er baseret på Andrew Klavans roman af samme navn, der udkom i 1995. Eastwood spiller også hovedrollen som journalisten, der undersøger henrettelsen af indsat på dødsgangen, og finder ud af at den straffede måske i virkeligheden var uskyldig.
Filmen modtog blandede anmeldelser, og indspillede for langt under budgettet på omkring $55 millioner.

## Handling
Steve Everett (Clint Eastwood) - en journalist fra Oakland som kæmper med alkoholisme – skal dække henrettelsen af drabsdømte Frank Beechum (Isaiah Washington). Everett ser på baggrunden for sagen, og begynder at tro at Beechum kan være blevet dømt på falsk grundlag. Men han skal efter planen henrettes lidt over tolv timer senere, så Everett har vældig lidt tid til at rense hans navn. Everett interview et vidne, Dale Porterhouse, som påstår at han så Beechum i en butik, hvor et drab fandt sted. 
Dale fortalte i sin forklaring til politiet, at Beechum holdt en pistol. Everett mener at på grund af hvordan butikken var udformet, så kunne Dale umulig have set om Beechum faktisk holdt en pistol eller ikke. Everett tror Dale løg til politiet for at imponere venner og kollegaer. Everett snakker med statsadvokat Cecelia Nussbaum (Frances Fisher) om Beechum kan være uskyldig. Nussbaum nævner at en anden person også ble afhørt efter drabet. En ung mand, Warren (Bernard Hill) som sagde han bare var stoppet for at købe en sodavand fra en selvbetjeningsautomat i nærheden af åstedet. 
Everett tror Warren er den virkelige morder. Han opsporer Angela Russel (Hattie Winston) - Warrens bedstemor, som ikke tror at hendes barnebarn kan have dræbt nogen. Samtidig har Everetts kone (Diane Venora) opdaget hans affære med avisredaktørens kone, og smider ham ud af huset. Everett begynder at drikke igen, da han ser nyhedene på TV, som viser et billede af drabsofret med en medalje. Everett indser, at han har set den før, hos Angela Russel. Everett rejser tilbage til Angela. Da han forteller om medaljen, indser hun at hendes barnebarn faktisk var den skyldige. De rejser til guvernøren for at stoppe henrettelsen. Men det kan være for sent. 
Ved dødsstraf injiceres tre stoffer lige efter hinandnen. Et stof som gør at den dødsdømte sover, et stof som lammer muskler. Samt en tredje, som er dødelig. Da de nærmer sig guvernørens store hus, er det første stoffet allerede blevet injiceret i Franks krop - og han har mistet bevidstheden. Guvernøren tager en telefon for at stoppe denne processen. Lægerne prøver at genoplive Frank, og hans kone Bonnie (Lisa Gay Hamilton) banker på vinduet og råber at ægtemanden skal vågne. Seks måneder senere - en uge før jul - skal Everett købe julegave til datteren. Han får øje på Frank og hans familie på storcentret. Steve og Frank lægger mærke til hinanden, før de igen går hver sin vej.

## Medvirkende
- Clint Eastwood som Steve Everett
- Isaiah Washington som Frank Louis Beechum
- Lisa Gay Hamilton som Bonnie Beechum
- James Woods som Alan Mann
- Diane Venora som Barbara Everett
- Mary McCormack som Michelle Ziegler
- Michael Jeter som Dale Porterhouse
- Hattie Winston som Angela Russel
- Frances Fisher som Cecilia Nussbaum

## Modtagelse
True Crime var en stor box-office bombe i USA; i premiereweekenden indspillede den kun for $5.276.109 og sammenlagt indspillede den for $16.649.768, mod et budget på $55 millioner. Den modtog blandede anmeldelser, og har 53 % positive tilkendegivelser på filmsiden Rotten Tomatoes.